# Cheryl Tiegs
Pour les articles homonymes, voir Tiegs.
Cheryl Rae Tiegs, née le 25 septembre 1947 à Breckenridge au Minnesota (États-Unis), est une mannequin et créatrice de mode américaine.
Fréquemment décrite comme la première mannequin américaine,,, Cheryl Tiegs est surtout connue pour ses multiples apparitions sur les couvertures du magazine Sports Illustrated Swimsuit Issue et du Time,, ainsi que pour son affiche « Pink Bikini » (1978), devenue une image emblématique de la culture pop des années 1970,.

## Biographie
D'origine allemande, Cheryl Tiegs naît à Breckenridge, au Minnesota (États-Unis), de Phyllis et Theodore Tiegs, monteur automobile puis entrepreneur de pompes funèbres. Elle et sa famille déménagent à Alhambra, en Californie, en 1952. Alors qu'elle est en terminale à l'Alhambra High School, Cheryl Tiegs pose pour une publicité de maillot de bain pour le fabricant de maillots de bain Cole de Californie ; la publicité, parue dans Seventeen, lance sa carrière de mannequin. Elle s'inscrit en littérature anglaise à la California State University, à Los Angeles, mais quitte l'université avant sa première année afin de poursuivre une carrière dans la mode,.

## Carrière
La carrière de Cheryl Tiegs en tant que mannequin commence à l'âge de 17 ans, après que la rédaction de Glamour remarque la publicité pour le maillot de bain Cole. Cheryl Tiegs est pressentie pour un tournage à Saint Thomas avec Ali MacGraw, ce qui aboutit à sa première couverture dans Glamour. Plus tard cette même année, Tiegs fait les couvertures de Seventeen et Elle. Elle  apparait ensuite notamment sur les couvertures de Vogue et de Harper's Bazaar.
Cheryl Tiegs est le premier mannequin à apparaître deux fois sur la couverture du Sports Illustrated Swimsuit Issue, mais elle  rehausse considérablement son profil en 1978, lorsqu'elle pose en maillot de bain en résille. Cheryl Tiegs fait également quatre fois la couverture de People et fait trois couvertures pour Time, notamment pour l'histoire de couverture "All-American Model" en 1978. Un an plus tard, elle signe un contrat de 1,5 million de dollars sur deux ans avec les cosmétiques Cover Girl, alors le plus gros contrat de tous les temps. En 2004, Tiegs est intronisée au "Hall of Fame ' du 40e anniversaire du Sports Illustrated Swimsuit Issue et est incluse dans la liste des 50 plus belles personnes de People en 2008 et dans la liste des "100 femmes les plus chaudes de 2012 du magazine Men's Health ". Fonction de tous les temps". Cheryl Tiegs posée en 2001 en bikini pour la couverture de More et reçoit des éloges considérables pour avoir brisé les barrières de l'âge liées au fitness, à la mode et à la beauté.
Cheryl Tiegs rencontre le photographe Peter Beard à New York en 1978. En 1979, elle se rend au Kenya avec lui dans le cadre d'une expédition photographique pour enquêter sur la gestion et la destruction généralisée de la faune africaine ; leur voyage est documenté dans un épisode primé aux Emmy Awards de The American Sportsman d'ABC intitulé Africa: End of the Game. Tiegs et Beard se marient en 1981 ; entre 1978 et 1982, elle fait des allers-retours entre les États-Unis et Hog Ranch au Kenya. En 1979, le magazine Look publie un article de couverture intitulé Cheryl Tiegs: The New African Queen. Elle fait également la couverture de Outside en 1980.

Christie Brinkley, Cheryl Tiegs, le président Ronald Reagan, Nancy Reagan et Brooke Shields posant ensemble lors d'un hommage au 80e anniversaire de Bob Hope.

En 1980, Cheryl Tiegs lance une ligne de vêtements et d'accessoires pour Sears. Première entreprise de vente au détail par un mannequin, la collection Cheryl Tiegs approche le milliard de dollars de ventes en 1989. Elle est créditée d'avoir aidé le redressement de la chaîne de vente au détail dans les années 1980 et apparait de nouveau sur la couverture de Time, cette fois pour un article de couverture intitulé "Sassy Sears",. Une poupée à son image est créée en 1990 dans le cadre de la "Real Model Collection", qui comprenait également Christie Brinkley et Beverly Johnson. En 1995, Tiegs crée Cheryl Tiegs Sportwear, qui vendait exclusivement sur QVC. Elle développe également une ligne de perruques et d'accessoires pour cheveux pour Revlon.
En 2012, Cheryl Tiegs est candidate à Celebrity Apprentice, le produit de sa participation bénéficiant à la Fondation Farrah Fawcett. Elle  apparait également dans Just Shoot Me de NBC, Girls Behaving Badly sur Oxygen et, dans un rôle récurrent, se dépeignant dans Les Griffin. Tiegs anime une série d'aventures de voyage en treize parties, Pathfinders: Exotic Journeys pour Travel Channel, est apparue en tant que juge dans l'émission de télé-réalité True Beauty d'ABC et est une invitée régulière du The Oprah Winfrey Show. De plus, Tiegs apparait fréquemment dans The Today Show, Access Hollywood, Extra et The Dr. Oz Show. Ses crédits de film incluent The Brown Bunny de Vincent Gallo et Walk Hard: The Dewey Cox Story avec John C. Reilly. Tiegs crée et est présente dans Aerobic Interval Training, une vidéo d'exercices de Sports Illustrated.
Cheryl Tiegs est la porte-parole de Renewal: A Time for You, un programme créé par Deepak Chopra qui offre des conseils pratiques sur les changements de mode de vie sains pour les femmes en transition. Elle est également la porte-parole de Cambria, un producteur de surfaces en quartz naturel.

## Philanthropie et activisme
Tiegs est active dans la communauté philanthropique et siège au conseil d'administration de COACH for Kids et du Earth Conservation Corps. Elle est porte-parole de City of Hope et ambassadrice de l'International Planned Parenthood Foundation. . Tiegs soutient également la Macula Vision Research Foundation, I Am Waters, et la Farrah Fawcett Foundation. En tant qu'activiste, Tiegs a exploré les effets du réchauffement climatique via une expédition dans l'Arctique. Elle a également participé à un programme environnemental de General Motors, conduisant un véhicule à pile à combustible à hydrogène pendant trois mois pour sensibiliser le public au zéro émission. En 2010, elle est apparue sur Living with Ed, pour promouvoir une vie respectueuse de l'environnement, et a été nommée "Green Star of the Week" par Access Hollywood,.

## Vie privée
Cheryl Tiegs s'est mariée quatre fois : avec le réalisateur Stan Dragoti (de 1970 à 1979) ; au photographe Peter Beard (de 1981 à 1983) ; à l'acteur en herbe Anthony Peck (de 1990 à 1995), fils de l'acteur Gregory Peck et de sa seconde épouse Véronique Passani ; et à l'instructeur de yoga Rod Stryker (de 1998 à 2001). Elle a trois fils, Zachary (né en 1991), avec Anthony Peck, et les jumeaux Theo et Jaden (nés en 2000), qui ont été mis au monde par maternité de substitution lors de son mariage avec Stryker.
Cheryl Tiegs, qui vivait à Bel Air, en Californie, a mis en vente sa maison en mai 2015 pour quinze millions de dollars.

## Filmographie partielle

### Au cinéma
- 2003 : The Brown Bunny : Lily
- 2007 : Walk Hard: The Dewey Cox Story : elle-même (caméo)

### Télévision
- 1980 : Xanadu : invitée à la fête de clôture
- 1986 : Clair de lune : elle-même (épisode : "C'est un travail merveilleux")
- 1995 : The John Larroquette Show : Lola Valenti (épisode : "Time Out")
- 2002 : Hollywood Squares : elle-même (6 épisodes)
- 2011 : RuPaul's Drag Race : elle-même (1 épisode)
- 2012 : The Celebrity Apprentice : concurrente (virée lors du 1er épisode)
- 2011–2013 : Les Griffin : elle-même (2 épisodes)
- 2015 : Childrens Hospital : elle-même (épisode : "Tout comme Cyrano de Bergerac")
- 2016 : Sharknado : Raye (film télévisé)

### Jeux vidéos
- 2015 : Family Guy : À la recherche des trucs : elle-même (voix)

## Livres
- Cheryl Tiegs et Vicki Lindner, The Way to Natural Beauty, New York, Simon & Schuster, 29 octobre 1980 (ISBN 0671248944) 284 pp.